# Abduselam Džumhur
Háfiz Abduselam-efendija nebo Abdusselam-efendija Džumhur (1885 Konjic, Bosna a Hercegovina – 27. června 1933 Bělehrad, Království Jugoslávie) byl bosenskohercegovský islámský důchovní bosňáckého původu.

## Životopis
Jeho otcem byl Zulfikar-efefendija Džumhur (1835–1892/1894), pedagog a imám v Konjici a Sarajevu, který zplodil dva syny, Abdurahmana (1883 – po 1900) a Abduselama.
V rodném městě Abduselam navštěvoval mekteb a v Sarajevu medresu. V Konjici působil jako imám Tekijské mešity.
Před první světovou válkou byl podporovatelem jihoslovanské myšlenky se srbskými konturami, a proto byl po sarajevském atentátu (1914) internován v Aradu. Koncem roku 1918 vyjádřil podporu nově vzniklému Království Srbů, Chorvatů a Slovinců, za což byl odměněn postem konjického starosty (1918–1920). Roku 1920 se s rodinou přestěhoval do Bělehradu, kde získal místo imáma v mešitě Bajrakli namísto odvolaného Mehmeda Remzi Deliće. Za svou loajalitu k novému jihoslovanskému státu byl poté roku 1923 odměněn úřadem vyššího vojenského imáma a referenta Ministerstva vojska a námořnictva.
Roku 1923 se aktivně podílel na vzniku bělehradské pobočky muslimského podpůrného spolku Gajret (Úsilí) a jeho studentských kolejí. Již v předválečné době aktivně působil v místních orgánech tohoto sdružení, často též přispíval do jeho periodika stejného jména.
Abduselam se oženil s Vasvijou Tufo (1900–1978), s níž společně přivedl na svět syny Zulfikara (1920–1989) a Džemala (1925–1945). Duchovní zemřel roku 1933 v Bělehradě, nicméně pohřeb a uložení posmrtných ostatků proběhly v Konjici.